# Top Gun (Soundtrack)
Top Gun ist das Album mit der Musik zum Film Top Gun (dt. Titel: Top Gun – Sie fürchten weder Tod noch Teufel) aus dem Jahr 1986. Das Album wurde in den USA 9-fach mit Platin und in Deutschland mit einer Platin-Schallplatte ausgezeichnet. Der Titel Take My Breath Away der kalifornischen Band Berlin, geschrieben von Giorgio Moroder und Tom Whitlock, gewann 1987 den Oscar für den besten Originalsong.

## Hintergrund
Als Produzenten des Soundtracks wurden neben Giorgio Moroder unter anderem auch Harold Faltermeyer und Peter Wolf verpflichtet.
Ursprünglich sollte auch Bryan Adams’ Song Only the Strong Survive Bestandteil des Soundtracks werden. Adams weigerte sich jedoch, da der Film seiner Meinung nach den Krieg glorifiziere. Auch der Titel Reckless der Heavy-Metal-Band Judas Priest war für den Soundtrack vorgesehen. Die Gruppe lehnte dies jedoch ab, weil sie annahm, der Film würde nicht erfolgreich sein und weil die Veröffentlichung auf dem Soundtrack-Album bedeutet hätte, dass sie den Titel nicht auf ihrem eigenen Album Turbo hätte veröffentlichen dürfen. Zudem war ursprünglich die US-amerikanische Rockband Toto für die Erstinterpretation des Titels Danger Zone vorgesehen.
Innerhalb des Films waren außerdem die Titel You’ve Lost That Lovin’ Feelin’ – eine Aufnahme der Righteous Brothers aus dem Jahr 1964, Great Balls of Fire von Jerry Lee Lewis und (Sittin’ On) The Dock of the Bay von Otis Redding zu hören, die jedoch nicht auf der LP-Version veröffentlicht wurden. Sie waren im Remaster mit der Bezeichnung Special Expanded Version aus dem Jahr 1999 als Bonus enthalten. Giorgio Moroders Radar Radio wurde als B-Seite von Take My Breath Away veröffentlicht.
Des Weiteren gibt es die Filmversion von Take My Breath Away (Humming Version), bei der neben der Melodie die Vocals gesummt werden. Diese Version wurde bisher nicht veröffentlicht.

## Titelliste
Top Gun 1986; Nr.: CDCBS 70296
1. Kenny Loggins – Danger Zone
2. Cheap Trick – Mighty Wings
3. Kenny Loggins – Playing with the Boys
4. Teena Marie – Lead Me On
5. Berlin – Take My Breath Away (Love Theme from Top Gun)
6. Miami Sound Machine – Hot Summer Nights
7. Loverboy – Heaven in Your Eyes
8. Larry Greene – Through the Fire
9. Marietta – Destination Unknown
10. Harold Faltermeyer & Steve Stevens – Top Gun Anthem

Bonustracks aus dem Remaster von 1999
1. Otis Redding – (Sittin’ On) The Dock of the Bay
2. Harold Faltermeyer – Memories
3. Jerry Lee Lewis – Great Balls of Fire (Original Version)
4. The Righteous Brothers – You’ve Lost That Lovin’ Feelin’
5. Kenny Loggins – Playing with the Boys (Dance Mix)

## Kommerzieller Erfolg

### Chartplatzierungen
Album
| ChartsChartplatzierungen       | Höchstplatzierung | Wochen |
| ------------------------------ | ----------------- | ------ |
| Deutschland (GfK)              | 1 (26 Wo.)        | 26     |
| Österreich (Ö3)                | 2 (29 Wo.)        | 29     |
| Schweiz (IFPI)                 | 1 (34 Wo.)        | 34     |
| Vereinigte Staaten (Billboard) | 1 (… Wo.)         | …      |
| Vereinigtes Königreich (OCC)   | 4 (46 Wo.)        | 46     |

| ChartsJahrescharts (1986) | Platzierung |
| ------------------------- | ----------- |
| Deutschland (GfK)         | 21          |
| Österreich (Ö3)           | 22          |
| Schweiz (IFPI)            | 14          |

Singles

| Jahr | Titel Interpretation                | Höchstplatzierung, Gesamtwochen, AuszeichnungChartplatzierungen (Jahr, Titel, Interpretation, Platzierungen, Wochen, Auszeichnungen, Anmerkungen) | Höchstplatzierung, Gesamtwochen, AuszeichnungChartplatzierungen (Jahr, Titel, Interpretation, Platzierungen, Wochen, Auszeichnungen, Anmerkungen) | Höchstplatzierung, Gesamtwochen, AuszeichnungChartplatzierungen (Jahr, Titel, Interpretation, Platzierungen, Wochen, Auszeichnungen, Anmerkungen) | Höchstplatzierung, Gesamtwochen, AuszeichnungChartplatzierungen (Jahr, Titel, Interpretation, Platzierungen, Wochen, Auszeichnungen, Anmerkungen) | Höchstplatzierung, Gesamtwochen, AuszeichnungChartplatzierungen (Jahr, Titel, Interpretation, Platzierungen, Wochen, Auszeichnungen, Anmerkungen) | Anmerkungen                        |
| Jahr | Titel Interpretation                | DE | AT | CH | UK | US | Anmerkungen                        |
| ---- | ----------------------------------- | --- | --- | --- | --- | --- | ---------------------------------- |
| 1986 | Danger Zone Kenny Loggins           | DE12 (10 Wo.)DE | — | CH6 (9 Wo.)CH | UK45 (11 Wo.)UK | US2 (21 Wo.)US | Erstveröffentlichung: 13. Mai 1986 |
| 1986 | Take My Breath Away Berlin          | DE3 (18 Wo.)DE | AT4 (14 Wo.)AT | CH2 (14 Wo.)CH | UK1 (30 Wo.)UK | US1 (21 Wo.)US | Erstveröffentlichung: Juni 1986    |
| 1986 | Playing with the Boys Kenny Loggins | — | — | — | — | US60 (12 Wo.)US | Erstveröffentlichung: August 1986  |
| 1986 | Heaven in Your Eyes Loverboy        | — | — | — | — | US12 (17 Wo.)US | Erstveröffentlichung: August 1986  |

### Auszeichnungen für Musikverkäufe
| Land/Region                  | Auszeichnungen für Musikverkäufe (Land/Region, Auszeichnung, Verkäufe) | Verkäufe   |
| ---------------------------- | ---------------------------------------------------------------------- | ---------- |
| Australien (ARIA)            | 5× Platin                                                              | 350.000    |
| Deutschland (BVMI)           | Platin                                                                 | 500.000    |
| Frankreich (SNEP)            | 2× Platin                                                              | 600.000    |
| Hongkong (IFPI/HKRIA)        | Platin                                                                 | 20.000     |
| Italien (FIMI)               | Gold                                                                   | 25.000     |
| Japan (RIAJ)                 | 2× Platin                                                              | 400.000    |
| Kanada (MC)                  | 5× Platin                                                              | 500.000    |
| Neuseeland (RMNZ)            | Gold                                                                   | 7.500      |
| Niederlande (NVPI)           | Gold                                                                   | 50.000     |
| Vereinigte Staaten (RIAA)    | 9× Platin                                                              | 9.000.000  |
| Vereinigtes Königreich (BPI) | 2× Platin                                                              | 600.000    |
| Insgesamt                    | 3× Gold · 27× Platin ·                                                 | 12.052.500 |